# Lilaeopsis chinensis
Lilaeopsis chinensis là một loài thực vật có hoa trong họ Hoa tán. Loài này được (L.) Kuntze mô tả khoa học đầu tiên năm 1898.